# Matias de Sousa Vilalobos
Matias de Sousa Vilalobos, también como Mathias de Sousa Villa-Lobos, (Elvas, c. 1643 — Coímbra, c. 1704) fue un compositor y maestro de capilla portugués del Barroco.

## Biografía

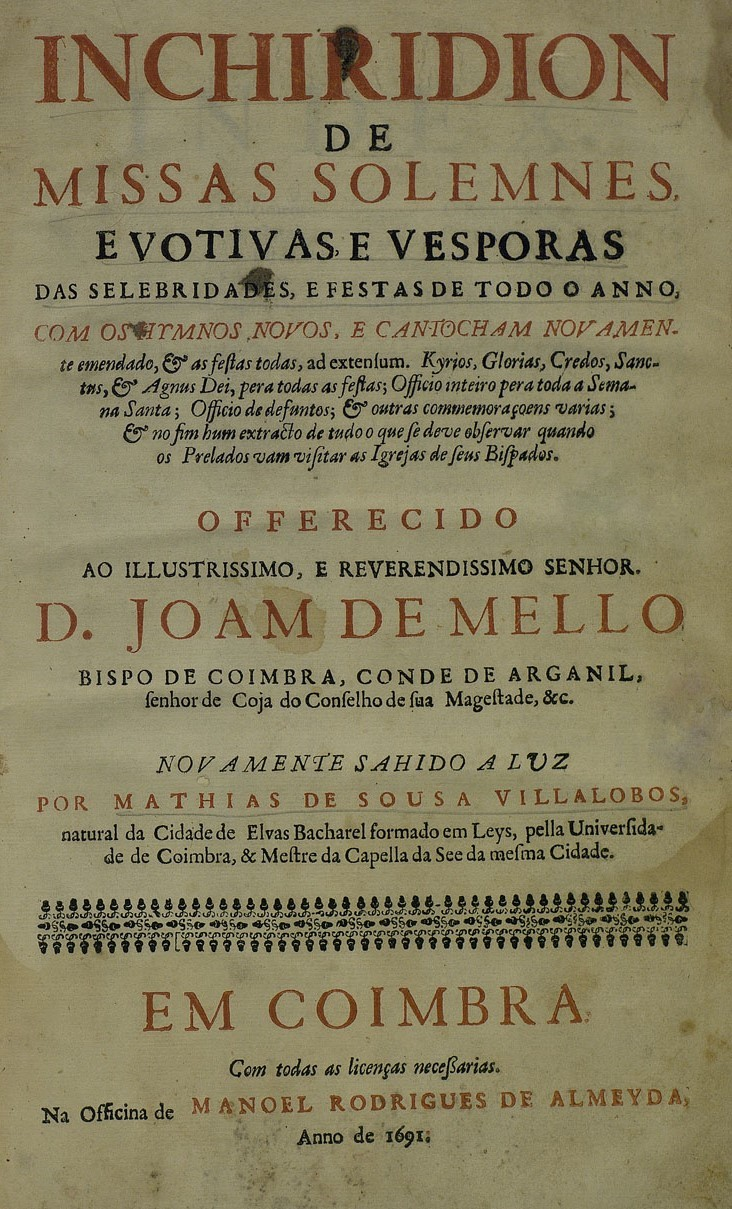
Inchiridion de Misas Solemnes (1691)

Lo que se sabe de Vilalobos procede principalmente de lo que él mismo escribió:

Arte de Cantochão offerecida ao illustrissimo, e reverendissimo Senhor D. João de Mello Bispo de Coimbra, Conde de Arganil, Senhor de Coja do Cõselho de S. Magestade etc. Composta por Mathias de Sousa Villa  Lobos Natural de Elvas Bacharel formado em Leys, pela  Universidade de Coimbra, & Mestre da Capella da Sec da mesma Cidade. — Em Coimbra. Na officina de Manuel Rodrigves de Almeida. Anno de 1688.

Es decir, Matias de Sousa Vilalobos nació alrededor de 1643 en Elvas. Se licenció como bachiller en Leyes por la Facultad de Derecho de la Universidad de Coímbra y en su formación musical fue discípulo del célebre compositor António Marques Lésbio. Se instaló en Coímbra, donde fue maestro de capilla de la catedral desde hacía 1665 hasta el final del siglo XVII. También enseñó, no sólo en esa ciudad sino también en el colegio de Guarda.
Publicó algunas obras con el apoyo del entonces obispo de Coímbra, João de Melo (1684-1704).
Falleció alrededor de 1704.

## Publicaciones
- 1688 - Arte de Cantochão (Coimbra: Manuel Rodrigues de Almeida).

El libro es un tratado sobre el canto llano, que habla desde la música antigua, citando a autores griegos y romanos, hasta los siglos XVI y XVII. En el libro prometía otros tres volúmenes tratando de las otras tres partes en las que se dividía la ciencia músical en la época: canto de órgano (música mensurada), contrapunto y composición.
- 1691 - Inchiridion de Missas Solemnes, e Votivas, e Vesporas das selebridades, e festas de todo o anno, com os hymnos novos, e cantocham novamente emendado, & as festas todas (Coimbra: Manuel Rodrigues de Almeida).

La obra no es más que una compilación de música litúrgica.